# Świt Nowy Dwór Mazowiecki
Świt Nowy Dwór Mazowiecki (offiziell Miejski Klub Sportowy Świt Nowy Dwór Mazowiecki) ist ein Sportklub aus der polnischen Stadt Nowy Dwór Mazowiecki in der Woiwodschaft Masowien. Heimspielstätte ist das rund 3.200 Zuschauer fassende Stadion Miejski. Die größten Erfolge des Vereins sind der Aufstieg in die höchste polnische Spielklasse 2003/04 und das Erreichen des Viertelfinals im polnischen Fußballpokals 2001/02.

## Geschichte
Der Verein wurde 1935 gegründet und spielte seit dem immer unterklassig (4. und 3. Liga). Erst 1991 schaffte man den Aufstieg in die 2. polnische Liga. 1998 stieg der Verein jedoch wieder in die Drittklassigkeit ab und kehrte erst 2000 wieder in die 2. Liga zurück. In der Saison 2003/04 schaffte der Klub den Aufstieg in die Ekstraklasa. Man stieg jedoch nach nur einer Saison als Vorletzter wieder ab. Momentan spielt Świt Nowy Dwór Mazowiecki in der 3. Liga, der vierthöchsten polnischen Spielklasse.

## Spieler
- Arkadiusz Malarz (2001–2004)
- Boris Peškovič (2002–2004)
- Darius Žutautas (2003)
- Łukasz Mierzejewski (2003–2004)
- Aidas Preikšaitis (2003–2004)
- Grzegorz Kaliciak (2003–2004)
- Jakub Wawrzyniak (2004)
- Jerzy Podbrożny (2004–2005)
- Piotr Mosór (2005–2006)

## Trainer
- Piotr Mosór (2009–2010)